# Solitari omao
El solitari omao (Myadestes obscurus) és un ocell de la família dels túrdids (Turdidae).

## Hàbitat i distribució
Habita boscos a nivell alpí a les muntanyes de l'illa de Hawaii.